# Mulyorejo (Demak)
Mulyorejo is een bestuurslaag in het regentschap Demak van de provincie Midden-Java, Indonesië. Mulyorejo telt 3647 inwoners (volkstelling 2010).